# Alfa Romeo Pomigliano d’Arco Plant
Завод Alfa Romeo в Помильяно-д’Арко (англ. Alfa Romeo Poigliano d'Arco Plant) — общеизвестен как «Alfasud Помильяно» (итал. Alfasud Pomigliano), или новое название с 2008 года «Джамбаттиста Вико» в память о неаполитанском философе. Завод Alfa Romeo в Помильяно-д’Арко — автомобильный завод, расположенный в Помильяно-д'Арко и частично в Ачерре. Сейчас завод принадлежит компании Fiat S.p.A. Фабрика была спроектирована в 1968 году компанией Alfa Romeo, а производство автомобилей было начато в 1972 году. Сегодня автомобильный завод насчитывает около 6,000 рабочих. Последняя модель Alfa Romeo, выпущенная в Помильяно-д’Арко, была Alfa Romeo 159 — 28 октября 2011 года. После этого завод начал специализироваться на производстве новых Fiat Panda.

## История

### Первый завод
В 1938 году Итальянский общественный холдинг «IRI» поручил Alfa Romeo построить огромный завод по производству авиационных двигателей в паре с небольшим аэропортом. Выбор пал на Помильяно-д’Арко. Благодаря работе инженера Уго Гоббато, здесь появился высокотехнологичный Авиационный Центр, способный производить продвинутые двигатели для того времени. Промышленный комплекс был построен до начала Второй Мировой Войны, став одним из самых крупных и современных заводов в Европе. Для обеспечения жилищных условий рабочих, живущих в районе завода, была построена широкая единая полоса из 600 домов в соседстве с фабрикой. Каждый дом имел небольшой сад, кроме того рядом с заводом был построен отель для 700 человек.
В 1942 году стартовало серийное производство двигателей Daimler, использовавшиеся во многих немецких компаниях. В 1943 году, комплекс был усовершенствован добавлением двух других воздухоплавательных центров по производству, для «полного структурирования» и «пробы». Немного позднее, две бомбы разрушили город неподалёку от завода Alfa Romeo.

### Реконструкция
Производство авиационных двигателей закончилось в 1952 году, даже после реконструкции и восстановления города.
Тем временем Finmeccanica основала здесь свой Авиационный Центр «Aerfer». Сразу же началось производство железнодорожного транспорта и троллейбусов. После этого, «Aerfer» работал по поручительству НАТО и Air Force над производством деталей для боевых летательных аппаратов. Данный опыт производства данных запчастей, начиная с середины 50-х годов, позволило в Помильяно начать развитие и создание новых прототипов боевых самолётов. Данные проекты финансировались из США.

### Рождение Alfasud
В конце 60-х годов Alfa Romeo имела два завода в Италии: первый, построенных ещё в 1910 году в Портелло, пригороде Милана, а второй в Арезе, открытый в 1963 году в провинции Милан. В этот период Итальянское Правительство и владелец «IRI», а затем и Alfa Romeo решило принять меры по поддержке развития юга Италии и остановить поток миграции многих молодых людей с юга на север. Поэтому, несмотря на протест президента Alfa Джузеппе Лураджи (Giuseppe Luraghi), было начато финансирование в создание нового завода по производству автомобилей, вместо существующего завода «Alfa Romeo Avio» в Помильяно-д’Арко. Эта идея породила великолепные проект, названый «Alfasud».
Завод по производству автомобилей был открыт довольно быстро. В 1967 году на заводе стартовала разработка дизайна новой модели (Alfasud) под техническим контролем и ответственностью Рудольфа Хрушки, одним из самых значимых инженеров данной эпохи, бывшая «правая рука» Фердинанда Порше, а также консультанта в Fiat, Simca и Abarth.
Под руководством Рудольфа Хрушки был создан полностью независимый Alfasud S.p.A., расположенный в Помильяно-д’Арко. Компания занималась разработкой дизайна новой модели, формально независимой от названной на севере «Alfanord» в Арезе.
15 января 1968 года, после десятка проектов, генеральный план представил на рассмотрение строительство завода Alfasud в Помильяно-д’Арко, включавший создание новых цехов и начало производства в январе 1972 года.
Компания Alfasud S.p.A. появилась на свет 17 января 1968 года. Акциями компании владели: Alfa Romeo (88 %), Finmeccanica (10 %) и IRI (2 %). Для реализации проекта было задействовано более 300-х миллионов лир, в основном проспонсированных Банком Неаполя и Cassa per il Mezzogiorno (Фондом поддержке Юга Правительства Италии).
Заложение первого камня произошло 28 августа 1968 года в присутствии Премьер-министра Италии Альдо Моро.
Несмотря на несколько отсрочек и многих забастовок рабочих, производство для Хрушки началось только на три месяца позже в апреле 1972 года.

### С 1980-х по настоящее время
В 1982 году «Alfasud S.p.A.» изменила название на «INCA Investments.»
В 1986 году, Finmeccanica была вынуждена продать акции Alfa Romeo компании Fiat по финансовым причинам. С этого времени завод стал частью Fiat Group.
Под новым руководством, после поглощения Lancia и Alfa Romeo, завод получил новое название «Завод Альфа-Лянча в Помильяно-д’Арко».
После корпоративной реструктуризации 2007 года компании Fiat Group, появилась компания по автомобилях — Fiat Group Automobiles S.p.A., где Alfa стала именоваться как Alfa Romeo Automobiles S.p.A. В результате, в 2008 году, завод был снова переименован в «Завод Fiat Group Automobiles имени Джамбаттиста Вико».
19 июля 2010 года Фиат продал собственность на завод и его рабочих вспомогательному заводу в Помильяно, Италия.

### Первый автомобиль
Первым автомобилем, выпущенный на этом заводе, стал Alfasud. Это был переднеприводной автомобиль, выпускаемый компанией Alfa Romeo. До этого все автомобили Alfa были заднеприводными. Alfasud был представлен в 1971 году на Туринском автосалоне. Модель была в кузове хетчбэк с удлинёнными задними дверьми (задняя дверь появилась только в 1982 году). Организация поточного производства первых серий принесла огромные результаты, так как продажи в эти годы насчитывали около 70 тысяч автомобилей в год.

## Список выпущенных автомобилей
| Изображение | Марка       | Модель                             | Начало производства | Конец производства | Количество автомобилей |
| ----------- | ----------- | ---------------------------------- | ------------------- | ------------------ | ---------------------- |
|             | Alfa Romeo  | Alfasud (первая серия)             | 1972                | 1980               | 642 528                |
|             | Alfa Romeo  | Alfasud Giardinetta                | 1975                | 1980               | 5097                   |
|             | Alfa Romeo  | Alfasud Sprint                     | 1976                | 1988               | 121 184                |
|             | Alfa Romeo  | Alfasud (вторая серия)             | 1980                | 1984               | 203 904                |
|             | Alfa Romeo  | 33 (первая)                        | 1983                | 1990               | 989 324 (1983—1994)    |
|             | Alfa Romeo  | Arna (только с МКПП)               | 1983                | 1987               | 53 344                 |
|             | Alfa Romeo  | 33 Sportwagon (первая серия)       | 1984                | 1990               |                        |
|             | Fiat        | Fiat Tipo                          | 1989                | 1990               |                        |
|             | Autobianchi | Autobianchi Y10                    | 1987                | 1995               |                        |
|             | Alfa Romeo  | 33 (вторая серия)                  | 1990                | 1994               |                        |
|             | Alfa Romeo  | 33 Sportwagon (вторая серия)       | 1990                | 1994               |                        |
|             | Alfa Romeo  | 155                                | 1992                | 1997               | 191 949                |
|             | Alfa Romeo  | 145                                | 1994                | 2000               | 221 037                |
|             | Alfa Romeo  | 146                                | 1995                | 2000               | 233 295                |
|             | Alfa Romeo  | 156 (первая серия)                 | 1997                | 2003               | 331 877                |
|             | Alfa Romeo  | 156 Sportwagon (первая серия)      | 2000                | 2003               | 36 220                 |
|             | Alfa Romeo  | 147 (первая серия)                 | 2000                | 2004               | 580 000 (обе серии)    |
|             | Alfa Romeo  | 156 (рестайлинг версия)            | 2003                | 2005               | 312 000 (включая SW)   |
|             | Alfa Romeo  | 156 Sportwagon (рестайлинг версия) | 2003                | 2005               |                        |
|             | Alfa Romeo  | GT                                 | 2003                | 2010               | 80 832                 |
|             | Alfa Romeo  | 147 (вторая серия)                 | 2004                | 2010               |                        |
|             | Alfa Romeo  | 159                                | 2005                | 2011               | 240 000 (включая SW)   |
|             | Alfa Romeo  | 159 Sportwagon                     | 2006                | 2011               |                        |
|             | Fiat        | Fiat Panda                         | 2011                | -                  |                        |